# Світла сільська рада
Сві́тла сільська рада (рос. Светлый сельский совет) — сільське поселення у складі Сакмарського району Оренбурзької області Росії.
Адміністративний центр — селище Світлий.

## Історія
2013 року ліквідована Середньокаргальська сільська рада (села Роза Люксембург, Соколовське, Чапаєвське), територія увійшла до складу Світлої сільради.

## Населення
Населення — 3100 осіб (2019; 3327 в 2010, 3231 у 2002).

## Склад
До складу сільської ради входять:
| Населений пункт       | Населення, осіб (2002) | Населення, осіб (2010) |
| --------------------- | ---------------------- | ---------------------- |
| Орловка, село         | 425                    | 448                    |
| Первенець, селище     | 43                     | 74                     |
| Роза Люксембург, село | 22                     | 28                     |
| Світлий, селище       | 2118                   | 2171                   |
| Сєверний, селище      | 133                    | 120                    |
| Соколовське, село     | 45                     | 65                     |
| Чапаєвське, село      | 445                    | 421                    |